# Csőrösszájú halfélék
A csőrösszájú halfélék (Mormyridae) a csontos halak (Osteichthyes) főosztályába sorolt sugarasúszójú halak (Actinopterygii) osztályában az elefánthalak (Osteoglossiformes) rendjének egyik családja.

## Rendszerezésük
19 nem tartozik a családba 180 fajjal:
- Boulengeromyrus (Taverne & Géry, 1968) – 1 faj
  - Boulengeromyrus knoepffleri

- Brienomyrus (Taverne, 1971) – 10 faj
  - Brienomyrus adustus
  - Brienomyrus brachyistius
  - Brienomyrus curvifrons
  - Brienomyrus hopkinsi
  - Brienomyrus kingsleyae
  - Brienomyrus longianalis
  - Brienomyrus longicaudatus
  - Brienomyrus niger
  - Brienomyrus sphekodes
  - Brienomyrus tavernei

- Campylomormyrus (Bleeker, 1874) – 14 faj
  - Campylomormyrus alces
  - Campylomormyrus bredoi
  - Campylomormyrus cassaicus
  - Campylomormyrus christyi
  - Campylomormyrus curvirostris
  - Campylomormyrus elephas
  - Campylomormyrus luapulaensis
  - Campylomormyrus mirus
  - Campylomormyrus numenius
  - Campylomormyrus orycteropus
  - Campylomormyrus phantasticus
  - Campylomormyrus rhynchophorus
  - Campylomormyrus tamandua
  - Campylomormyrus tshokwe

- Genyomyrus (Boulenger, 1898) – 1 faj
  - Genyomyrus donnyi

- Gnathonemus (Gill, 1863) 4 faj
  -  Gnathonemus barbatus
  - Gnathonemus echidnorhynchus
  - Gnathonemus longibarbis
  - Elefánthal (Gnathonemus petersii)

- Heteromormyrus (Steindachner, 1866) – 1 faj
  - Heteromormyrus pauciradiatus
- Hippopotamyrus (Pappenheim, 1906) – 17 faj
  - Hippopotamyrus aelsbroecki
  - Hippopotamyrus ansorgii
  - Hippopotamyrus batesii
  - Hippopotamyrus castor
  - Hippopotamyrus discorhynchus
  - Hippopotamyrus grahami
  - Hippopotamyrus harringtoni
  - Hippopotamyrus macrops
  - Hippopotamyrus macroterops
  - Hippopotamyrus pappenheimi
  - Hippopotamyrus paugyi
  - Hippopotamyrus pictus
  - Hippopotamyrus psittacus
  - Hippopotamyrus retrodorsalis
  - Hippopotamyrus smithersi
  - Hippopotamyrus weeksii
  - Hippopotamyrus wilverthi

- Hyperopisus (Gill, 1862) – 1 faj
  - Hyperopisus bebe

- Isichthys (Gill, 1863) – 1 faj
  - Isichthys henryi

- Ivindomyrus (Taverne & Géry, 1975) – 1 faj
  - Ivindomyrus opdenboschi

- Marcusenius (Gill, 1862) – 34 faj
  - Marcusenius abadii
  - Marcusenius annamariae
  - Marcusenius bentleyi
  - Marcusenius brucii
  - Marcusenius cuangoanus
  - Marcusenius cyprinoides
  - Marcusenius deboensis
  - Marcusenius dundoensis
  - Marcusenius friteli
  - Marcusenius furcidens
  - Marcusenius fuscus
  - Marcusenius ghesquierei
  - Marcusenius greshoffii
  - Marcusenius intermedius
  - Marcusenius kutuensis
  - Marcusenius leopoldianus
  - Marcusenius livingstonii
  - Marcusenius macrolepidotus
  - Marcusenius macrophthalmus
  - Marcusenius mento
  - Marcusenius meronai
  - Marcusenius monteiri
  - Marcusenius moorii
  - Marcusenius ntemensis
  - Marcusenius nyasensis
  - Marcusenius rheni
  - Marcusenius rhodesianus
  - Marcusenius sanagaensis
  - Marcusenius schilthuisiae
  - Marcusenius senegalensis
  - Marcusenius stanleyanus
  - Marcusenius thomasi
  - Marcusenius ussheri
  - Marcusenius victoriae

- Mormyrops (Müller, 1843) – 19 faj
  - Mormyrops anguilloides
  - Mormyrops attenuatus
  - Mormyrops batesianus
  - Mormyrops breviceps
  - Mormyrops caballus
  - Mormyrops citernii
  - Mormyrops curtus
  - Mormyrops curviceps
  - Mormyrops engystoma
  - Mormyrops furcidens
  - Mormyrops intermedius
  - Mormyrops lineolatus
  - Mormyrops mariae
  - Mormyrops masuianus
  - Mormyrops microstoma
  - Mormyrops nigricans
  - Mormyrops oudoti
  - Mormyrops parvus
  - Mormyrops sirenoides

- Mormyrus (L., 1758) – 21 faj
  - Mormyrus bernhardi
  - Mormyrus caballus
  - Mormyrus casalis
  - Mormyrus caschive
  - Mormyrus cyaneus
  - Mormyrus felixi
  - Mormyrus goheeni
  - Mormyrus hasselquistii
  - Mormyrus iriodes
  - Mormyrus kannume
  - Mormyrus lacerda
  - Mormyrus longirostris
  - Mormyrus macrocephalus
  - Mormyrus macrophthalmus
  - Mormyrus niloticus
  - Mormyrus ovis
  - Mormyrus rume
  - Mormyrus subundulatus
  - Mormyrus tapirus
  - Mormyrus tenuirostris
  - Mormyrus thomasi

- Myomyrus (Boulenger, 1898) – 3 faj
  - Myomyrus macrodon
  - Myomyrus macrops
  - Myomyrus pharao

- Oxymormyrus (Bleeker, 1874) – 2 faj
  - Oxymormyrus boulengeri
  - Oxymormyrus zanclirostris

- Paramormyrops (Taverne, Audenaerde & Heymer, 1977) – 2 faj
  - Paramormyrops gabonensis
  - Paramormyrops jacksoni

- Petrocephalus (Marcusen, 1854) – 24 faj
  - Petrocephalus ansorgii
  - Petrocephalus balayi
  - Petrocephalus bane
  - Petrocephalus binotatus
  - Petrocephalus bovei
  - Petrocephalus catostoma
  - Petrocephalus christyi
  - Petrocephalus cunganus
  - Petrocephalus gliroides
  - Petrocephalus grandoculis
  - Petrocephalus guttatus
  - Petrocephalus hutereaui
  - Petrocephalus keatingii
  - Petrocephalus levequei
  - Petrocephalus microphthalmus
  - Petrocephalus pallidomaculatus
  - Petrocephalus pellegrini
  - Petrocephalus sauvagii
  - Petrocephalus schoutedeni
  - Petrocephalus simus
  - Petrocephalus soudanensis
  - Petrocephalus squalostoma
  - Petrocephalus tenuicauda
  - Petrocephalus wesselsi

- Pollimyrus (Taverne, 1971) – 17 faj
  - Pollimyrus adspersus
  - Pollimyrus brevis
  - Pollimyrus castelnaui
  - Pollimyrus isidori
  - Pollimyrus maculipinnis
  - Pollimyrus marchei
  - Pollimyrus marianne
  - Pollimyrus nigricans
  - Pollimyrus nigripinnis
  - Pollimyrus pedunculatus
  - Pollimyrus petherici
  - Pollimyrus petricolus
  - Pollimyrus plagiostoma
  - Pollimyrus pulverulentus
  - Pollimyrus schreyeni
  - Pollimyrus stappersii
  - Pollimyrus tumifrons

- Stomatorhinus (Boulenger, 1898) – 12 faj
  - Stomatorhinus ater
  - Stomatorhinus corneti
  - Stomatorhinus fuliginosus
  - Stomatorhinus humilior
  - Stomatorhinus kununguensis
  - Stomatorhinus microps
  - Stomatorhinus patrizii
  - Stomatorhinus polli
  - Stomatorhinus polylepis
  - Stomatorhinus puncticulatus
  - Stomatorhinus schoutedeni
  - Stomatorhinus walkeri